# محمد المطيري
محمد بن داخل بن عبد ربه المطيري هو الأمين العام الحالي لمجلس الشورى السعودي منذ تعيينهِ بأمر ملكي في شباط/فبراير 2018م، تلقى شهادة الماجستير في الدراسات القانونية من الجامعة الأمريكية في الولايات المتحدة الأمريكية في عام 1992م، وهو عضو في مجلس الشورى منذ 1434/3/3هـ.

## الأبحاث
- بحث حول نظام حماية المرافق العامة - بحث حول إلغاء العقود الإدارية.
- بحث حول الأساس القانوني والتاريخي لأزمة الخليج (باللغة الإنجليزية).
- دراسة مقارنة بين قواعد التحكيم في المملكة وقواعد التحكيم في الولايات المتحدة الأمريكية (باللغة الإنجليزية).
- بحث حول مبدأ عدم تطبيق القوانين بأثر رجعي في التشريع الجنائي